# Тейлор, Джим
Джим Тейлор (англ. Jim Taylor; род. 1962, Сиэтл, Вашингтон, США) — американский сценарист и продюсер, известный по сотрудничеству с режиссёром Александром Пэйном.
Два бизнес-партнёра, Тэйлор и Пэйн, основали компанию Ad Hominem Enterprises в Санта-Монике, и с 1996 по 2007 гг. они были оба указаны сосценаристами в шести фильмах под названиями: «Гражданка Рут» (1996), «Выскочка» (1999), «Парк юрского периода III» (2001; с Питер Бучманом), «О Шмидте» (2002), «На обочине» (2004) и «Чак и Ларри: Пожарная свадьба» (2007; с Барри Фанаро и Лью Галло). Работы Джима Тэйлора как продюсера включают фильмы «Совсем не бабник» и «Потомки».

## Ранние годы
Тейлор является выпускником средней школы Белльвью и в 1984 году окончил Помонский колледж, либеральную школу искусств, в которую он поступил вместо принятия предложения от школы кинематографических искусств USC.

## Карьера
Тейлор начал работать над Cannon Films в 1987 году. После посещения Китая на гранте Avery Foundation, Тейлор вернулся в Лос-Анджелес и провёл три года работая с Иваном Пассером; он также работал с Девоном Фостером, режиссёра на канале HBO, в качестве его ассистента.
Тейлор встретил Пэйна когда он работал на временных работах в Лос-Анджелесе, со временем переехавшего вместе с ним по финансовым причинам. Пока они были соседями они писали сценарии к коротким фильмам и начали писать сценарий к фильму «Гражданка Рут». После выигрыша денег на телеигре «Колесо Фортуны», Тейлор поступил в Тишскую школу искусств в возрасте 30 лет. В дальнейшем он и Пэйн и переписали сценарий фильма «Гражданка Рут» пока Тейлор был выпускником; фильм появился когда Тейлор был на третьем году учёбы. Тейлор получил МИД в области кинематографии от Нью-Йоркского университета в 1996 году.

## Личная жизнь
С 2002 года Тейлор женат на сценаристке и режиссёре Тамаре Дженкинс. У них есть дочь.

## Награды и номинации
Тейлор получил множество наград и номинаций, разделяя с Александром Пэйном и почти все за свою работу над фильмом «На обочине»:
| Премия                                 | Категория                      | Лауреаты и номинанты                                     | Результат |
| -------------------------------------- | ------------------------------ | -------------------------------------------------------- | --------- |
| Премия сценариста USC 2002             | Премия сценариста USC          | (с Александром Пэйном и Луисом Бегли за фильм «О Шмидте» | Номинация |
| 77-я церемония «Оскар»                 | Лучший сценарий (адаптация)    | (с Александром Пэйном)                                   | Победа    |
| 58-я церемония британской киноакадемии | Лучший адаптированный сценарий | (с Александром Пэйном)                                   | Победа    |
| 62-я церемония «Золотого глобуса»      | Лучший сценарий                | (с Александром Пэйном)                                   | Победа    |
| 9-я церемония «Золотой спутник»        | Лучший адаптированный сценарий | (с Александром Пэйном)                                   | Номинация |
| Премия кинокритиков Сиэтла             | Лучший адаптированный сценарий | (с Александром Пэйном)                                   | Победа    |